# Gran bazar internacional de Xinjiang
También conocido como Bazar de Erdaoqiao (Chino Simplificado: 新疆国际大巴扎; Chino tradicional: 新疆國際大巴扎; pinyin: Xīnjiāng Guójì Dàbāzhā; Uyghur: شىنجاڭ خەلقئارا چوڭ بازىرى). La palabra Bazar en Uygur significa "feria o mercado" Es el más grande del mundo. Se encuentra situado en la capital de Sinkiang, Urumqi, más concretamente hace esquina entre las calles Jiefang Nanlu y Tuanjie Lu. Fue inaugurado el 26 de junio de 2003 con una capacidad de 100.000m2, este tiene la plaza de comercio Nacional y Compras de Xinjia entre otros edificios de importancia. Se considera una de las construcciones más emblemáticas de la ciudad y de la provincia en su conjunto, ya que está representando el crecimiento económico que hay en la zona.

## Arquitectura

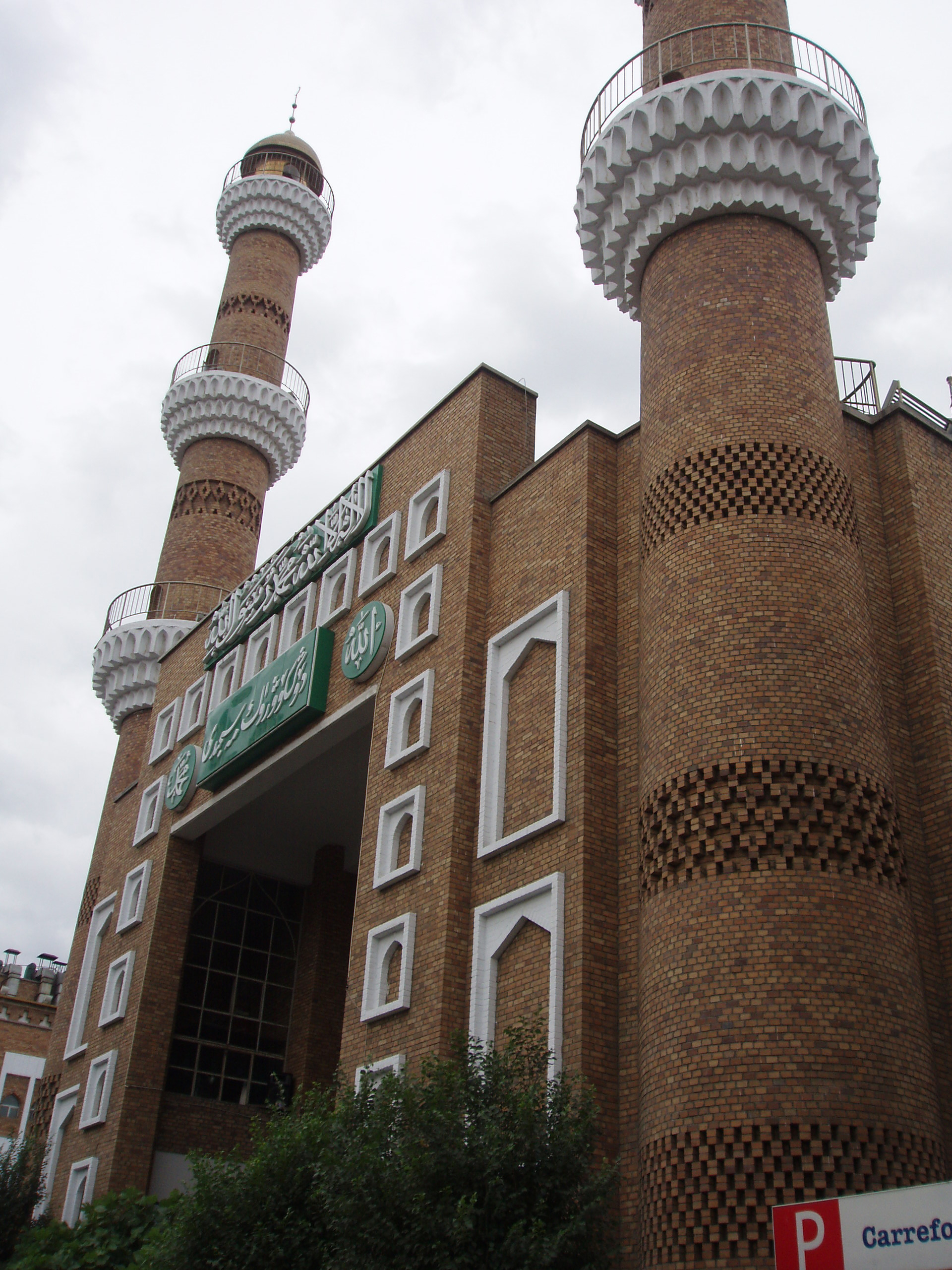
Puerta de la mezquita de Erdaoqiao con dos minaretes.

Su arquitectura impresiona no solo por los 100.000 metros cuadrados de superficie, sino también por su estilo arquitectónico, siendo este de estilo árabe. La intención que se tenía al plasmar la arquitectura es la representación como eje clave de la ruta de la seda entre oriente y occidente, apreciando características locales y extranjeras. Los colores predominantes en los edificios son el azul y el plata en el techo dando de sí, una imponente imagen al visitante. Las obras de la calle comenzaron en el año 2002, remodelando así 1.2n metros de vía pública. Los materiales con los que fueron remodelados son el hormigón armado y el ladrillo, además la arquitectúra juega con las luces y las sombras de sus ventanales.

## Productos
Podemos encontrar productos de Mongolia y Rusia, además se puede probar la comida típica del lugar, así como pasteles Uigur o la carne a la brasa. También se puede en la tienda de productos artesanales comprar objetos como alfombras, tapices, trajes regionales típicos del folclore de la región y con ellos los sombreros Uigur. También se pueden encontrar instrumentos musicales de esta etnia, que normalmente suelen usar en sus danzas populares y festejos.

## Edificios relevantes
- Plaza de Comercio Nacional y compras de Xinjiang.
- Centro comercial de artesanía nacional.
- Centro de Exhibición de Productos Famosos y Excelentes de Xinjinang.
- Centro de Asia Central.
- Mezquita de Erdoqiao
- Bazar Nacional a la intemperie.